# علاء الدين ريات شاه الثاني
السلطان علاء الدين ريات شاه الثاني بن السلطان محمود شاه (توفي 1564) كان أول سلاطين جوهر. حكم جوهر من 1528 حتى وفاته في 1564. أسس سلطنة جوهر بعد سقوط سلطنة ملقا أمام البرتغاليين عام 1511. وهو الابن الثاني لمحمود شاه سلطان ملقا . وبذلك أصبحت جوهر دولة خلفًا لملقا واتبع سلاطين جوهر نظام ملقا. طوال فترة حكمه واجه تهديدات مستمرة من البرتغاليين وكذلك من سلطنة آتشيه الناشئة. توفي بعد فترة وجيزة من القبض عليه وإعادته إلى آتشيه بعد غزو سلطنة آتشيه لجوهر.